# (5805) Glasgow
(5805) Glasgow est un astéroïde de la ceinture principale.

## Description
(5805) Glasgow est un astéroïde de la ceinture principale. Il fut découvert le 18 décembre 1985 à la station Anderson Mesa par Edward L. G. Bowell. Il présente une orbite caractérisée par un demi-grand axe de 2,60 UA, une excentricité de 0,12 et une inclinaison de 11,9° par rapport à l'écliptique.

## Compléments